# HD 37605 c
В 2012 году была открыта вторая планета в системе — HD 37605, орбита которой лежит намного дальше первой планеты. Она представляет собой также газовый гигант, однако температура её значительно ниже, чем у планеты b, и в этом плане она очень сходна с нашим Юпитером поэтому планета классифицируется как холодный юпитер. Год на ней длится приблизительно 2720 суток.